# Jeymmy Paola Vargas Gómez
Jeymmy Paola Vargas Gómez (ur. 16 czerwca 1983 w Cartagena, Kolumbia) jest laureatką konkursu Miss International z 2004 r. Jest trzecią Kolumbijką, która zwyciężyła w tym konkursie.